# 6147 Straub
6147 Straub este un asteroid din centura principală de asteroizi.

## Descriere
6147 Straub este un asteroid din centura principală de asteroizi. A fost descoperit pe 17 octombrie 1977 la Observatorul Palomar de Cornelis Johannes van Houten, Ingrid van Houten-Groeneveld și Tom Gehrels. Asteroidul prezintă o orbită caracterizată de o semiaxă mare de 2,61 ua, o excentricitate de 0,22 și o înclinație de 12,1° în raport cu ecliptica.